# 小行星8991
小行星8991，即团结小行星（8991 Solidarity），是太阳系的小行星之一。其公转轨道位于火星和木星之间。

## 发现及命名
小行星8991于1980年8月6日由欧洲南方天文台（ESO）下属的拉西拉天文台（La Silla）发现。2001年10月9日，国际天文联合会（IAU）下属的小天体命名委员会（Committee on Small Body Nomenclature）发布公告，将小行星8990、小行星8991和小行星8992分别命名为同情（Compassion）、团结（Solidarity）和宽容（Magnanimity），以悼念2001年9月11日在美国纽约和华盛顿发生的九一一恐怖袭击事件中的罹难者和受害者。小行星8991被命名为团结（Solidarity）的原因是希望世界人民与九一一恐怖袭击中的罹难者和幸存者团结起来，以将恐怖主义从这个世界上消灭为目标。